# Stephen F. Martin
Stephen F. Martin est un chimiste américain et professeur de chimie à l'université du Texas à Austin. Il est titulaire de la chaire M. June et J. Virgil Wagoner Regents en chimie.

## Biographie
Martin est originaire du Nouveau-Mexique et obtient son baccalauréat en chimie de l'université du Nouveau-Mexique en 1968, où il travaille avec RN Castle, et son doctorat de l'université de Princeton en 1972 avec le professeur Edward C. Taylor. Il effectue des travaux postdoctoraux à l'université de Munich avec Rudolf Gompper, et poursuit ses travaux avec George Büchi au Massachusetts Institute of Technology ; après quoi, il rejoint la faculté de l'université du Texas à Austin.
Il est surtout connu pour ses travaux sur la synthèse des alcaloïdes. Il développe également l'utilisation du p -nitrobenzoate comme nucléophile pour le déplacement des alcools activés dans la réaction de Mitsunobu. Martin est également connu pour avoir inventé le terme synthome, qui est défini comme l'ensemble de toutes les réactions à la disposition du chimiste pour la synthèse de petites molécules". 

## Axe de recherche
Actuellement, les sujets de recherche de Martin se situent dans les domaines de la chimie synthétique organique et bioorganique. Dans le premier cas, il se concentre sur le développement de nouvelles stratégies et tactiques et leur application aux synthèses concises d'une grande variété de produits naturels complexes, notamment les alcaloïdes, les C -aryl glycosides et les polycétides qui présentent des activités biologiques utiles.
Dans le domaine de la chimie bioorganique, il étudie la conception et la synthèse de nouveaux Peptidomimétiques ainsi que d'autres petites molécules à utiliser comme sondes moléculaires pour étudier l'énergétique, la dynamique et la fonction dans les interactions protéine-ligand. Les conséquences énergétiques de la pré-organisation des ligands dans leur conformation biologiquement active est un thème récurrent dans son laboratoire. De plus, il est impliqué dans plusieurs programmes orientés vers la conception basée sur la structure d'inhibiteurs d'enzymes,.

## Prix
Martin reçoit un certain nombre de prix honorant ses réalisations, notamment un NIH Career Development Award, un American Cyanamid Academic Award, le Alexander von Humboldt Prize, un Arthur C. Cope Scholar Award, un Japanese Society for the Promotion of Science Award et un Wyeth Research Award, et il est membre de l'Association américaine pour l'avancement des sciences. Il est consultant pour plusieurs sociétés pharmaceutiques et biotechnologiques, et il est le rédacteur régional de Tetrahedron pour les Amériques. Il a publié plus de 250 articles scientifiques dans des revues primaires ainsi que plusieurs critiques et articles dans des livres. Il est également co-auteur du populaire livre de laboratoire de premier cycle Experimental Organic Chemistry: A Miniscale and Microscale Approach.